# 김정호 (배우)
김정호는 대한민국의 배우이다.

## 학력
- 동국대학교

## 출연작

### 드라마
- 《살롱 드 홈즈》 (2025년, ENA) - 김현덕 역
- 《금주를 부탁해》 (2025년, tvN) - 박감독 역
- 《협상의 기술》 (2025년, JTBC) - 빌딩 경비원 ep.9
- 《Mr.플랑크톤》 (2024년, 넷플릭스) - 신명수 역 ep. 8-9
- 《연인》  (2023년, MBC) - 윤친왕 역
- 《소방서 옆 경찰서 그리고 국과수》 (2023년, SBS) - 조일준 역
- 《소방서 옆 경찰서》 (2022년, SBS) - 화난 운전자 역 ep.1
- 《3인칭 복수》 (2022년, 디즈니+) -
- 《슈룹》 (2022년, tvN) - 어의 조국영 역 ep. 4-5
- 《가우스 전자》 (2022년, ENA) - 천억대 회장 역
- 《천원짜리 변호사》 (2022년, SBS) - 김만복 역 ep. 2-3
- 《법대로 사랑하라》 (2022년, KBS2) - NE 시스템 수장 역 ep.1 / 16
- 《아다마스》  (2022년, tvN) - 김원중 역 ep. 2-3
- 《별똥별》 (2022년, tvN) - 양영기 역
- 《설강화》 (2021년, JTBC) - 한이섭 교수 역
- 《불가살》 (2021년, tvN) - 마을사람 구씨 ep.20
- 《지옥》 (2021년, 넷플릭스) -
- 《괴물》 (2021년, JTBC) - 이동식 부 역
- 《밥이 되어라》 (2021년, MBC) - 완수 역
- 《런 온》 (2020년, JTBC) - 황국건 교수 역 ep.1
- 《드라마 스테이지 - 귀피를 흘리는 여자》 (2019년, tvN) : 1부작
- 《어비스》 (2019년, tvN) -
- 《녹두꽃》 (2019년, SBS) - 김개남 역
- 《죽어도 좋아》 (2018년, KBS2) -

### 영화
- 2020년 《내가 죽던 날》- 마을이장 역

### 연극
- 2025년《헤디 가블러》- 조지 테스만 역
- 2024년 《타인의 삶》- 브루노 햄프 외 역
- 2024년 《지상의 여자들》
- 2024년 《고목》
- 2024년 《꽃님 이발관》- 장사장 역
- 2023년 《지상의 여자들》
- 2022년 《지상의 여자들》

- 2020년 《낙타상자》
- 2020년 《햄릿 읽기 좋은 날》- 게스트 역
- 2019년 《해방의 서울》
- 2018년 《오슬로》- 아흐메드 쿠리에 역
- 2018년 《댓글부대》- 회장, 선장 역
- 2018년 《고도를 기다리며》
- 2018년 《가지》
- 2017년 《미인도 위작 논란 이후 제2학예실에서 벌어진 일들》
- 2017년 《나는 살인자입니다》
- 2017년 《댓글부대》- 회장 역
- 2017녁 《간혹 기적을 일으킨 사람》- 프랭크 역
- 2017년 《해방의 서울》
- 2017년 《가지》- 삼촌(낯선 남자) 역
- 2017년 《조씨고아, 복수의 씨앗》- 조순 역
- 2016년 《로베르토 쥬코》
- 2016년《국물 있사옵니다》- 사장 역
- 2016년《방문》- 이진석 역
- 2015년 《시련》- 패리스 목사 역
- 2015년 《토막》- 강경선 역
- 2015년《조치원 해문이》- 이만국 역
- 2015년 《이영녀》- 임도윤 역
- 2015년 《3월의 눈》- 용철 역
- 2015년 《비극의 일인자》
- 2014년 《반신》- 하피 역
- 2014년 《가을 반딧불이》- 사토시 역
- 2014년 《러브 & 머니》- 아버지, 던칸, 1 역
- 2014년 《오아시스 세탁소 습격사건 시즌2》- 강태국 역
- 2014년 《가을 반딧불이》- 슈헤이 역
- 2013년 《오아시스 세탁소 습격사건 시즌2》- 강태국 역
- 2013년 《칼집 속에 아버지》- 찬솔아비, 검은등 역
- 2012년 《죽음의 춤 2》- 에드가르 역
- 2012년 《전하의 봄》- 세조 역
- 2012년 《헤다 가블러》
- 2011년 《오이디푸스》
- 2011년 《이기동 체육관》- 관장 이기동 역
- 2010년 《이기동 체육관》- 관장 이기동 역
- 2009년 《이기동 체육관》- 관장 이기동 역
- 2009년 《수업》- 교수 역
- 2009년 《굿나잇 데스데모나 굿모닝 줄리엣》- 콘스탄스 역
- 2008년 《굴레방다리의 소극》- 아버지 역
- 2008년 《휴먼코메디》- 사진사, 할아버지, 백기자, 형사 역
- 2008년 《황야의 물고기》- 정체불명의 사나이 역
- 2007년 《LUV》
- 2007년 《염소 혹은 실비아는 누구인가 ?》- 마틴 역
- 2005년 《육분의 륙》- 정대철 역
- 《파워 스카펭》
- 《팔리아치》
- 《올리아나》
- 《사랑의 기원》
- 《발코니》
- 《유다의 키스》
- 《청혼하려다 죽음을 강요당한 사내》
- 《육분의 륙》
- 《평심》
- 《하녀들》
- 《어린왕자》

## 수상
- 2005년 제41회 동아연극상 신인연기상
- 2016년 제3회 서울연극인대상 연기상
- 2018년 제54회 동아연극상 연기상